# Karl Neumer
Karl Neumer (23 de fevereiro de 1887 — 16 de maio de 1984) foi um ciclista de pista alemão, que participou nos Jogos Olímpicos de Londres 1908.
Conquistou duas medalhas – bronze na velocidade individual e prata, juntamente com seus parceiros de equipe, Max Götze, Rudolf Katzer e Hermann Martens na perseguição por equipes. Também competiu na corrida de 5000 metros, mas foi eliminado na primeira volta.